# Gangarampur
Gangarampur é uma cidade e um município no distrito de Dakshin Dinajpur, no estado indiano de Bengala Ocidental.

## Geografia
Ga ngarampur está localizada a 25° 24′ N, 88° 31′ L. Tem uma altitude média de 25 metros (82 pés).

## Demografia
Segundo o censo de 2001, Gangarampur tinha uma população de 53 548 habitantes. Os indivíduos do sexo masculino constituem 52% da população e os do sexo feminino 48%. Gangarampur tem uma taxa de literacia de 67%, superior à média nacional de 59,5%: a literacia no sexo masculino é de 73% e no sexo feminino é de 61%. Em Gangarampur, 13% da população está abaixo dos 6 anos de idade.